# Władysław Karol Rittendorf
Władysław Karol Rittendorf (ur. 29 czerwca 1821 w Nowym Mieście nad Pilicą, zm. 15 maja 1898 w Warszawie) – polski architekt.

## Życiorys
Po ukończeniu studiów pozostał w Warszawie, gdzie został zatrudniony na stanowisku budowniczego. 19 czerwca 1854 został budowniczym przy Zarządzie Teatrów Warszawskich na stanowisku tym pozostał do emerytury na którą przeszedł w 1896. W styczniu 1866 sporządził projekt przebudowy podjazdu i foyer Teatru Wielkiego. Przez 40 lat pracy zawodowej budował także warszawskie kamienice, dokonał przebudowy po pożarze Teatru Rozmaitości (1884) wg projektu Władysława Marconiego. Wybudował m.in. pałacyk w Piasecznicy, żeliwny nagrobek Andrzeja Gołońskiego. Pochowany został na warszawskich Powązkach kwatera E rząd 4 grób 16/17.